# Чонсун-ванху (Танджон)
Чонсу́н-ванху́ (хангыль: 정순왕후 송씨, ханча: 定順王后 宋氏) (1440 — 7 июля 1521) — чосонская королева-консорт. Личное имя женщины неизвестно; так как она происходила из клана Ёсан Сон, то её именуют госпожой Сон по фамилии отца. Она была супругой вана Танджона из династии Ли; брак был бездетным. Носила титул королевы-консорта с 1454 года до отречения своего мужа от престола в 1455 году; после чего она была удостоена титула вдовствующей королевы Уйдок (의덕왕대비) до своего низложения в 1457 году. После смерти мужа была сослана. Лишь много лет спустя после её смерти, в 1698 году она получила посмертное имя Чонсун и титул ванху.

## Жизнеописание

### Ранние годы
Госпожа Сон родилась в Чоныпе в 1440 году в клане Ёсан Сон, в семье Сон Хёнсу и его жены, госпожи Мин из клана Ёхын Мин. По материнской линии она двоюродная сестра королевы Чансон и королевы Конхе; кроме того, она дальняя родственница королевы Чонхён. Её тетя по отцовской линии была второй женой принца Ёндына, 8-го сына королевы Сохён и короля Седжона. Её двоюродная сестра, принцесса Гилан, в конечном итоге стала прапрабабушкой королевы Инхон, женой Вонджона и матерью короля Инджо. Когда госпожа Сон была маленькой, её семья переехала в Хансон.
Её характер описывался[кем?] как вежливый и скромный.

### Свадьба
В 1454 году семье госпожи Сон было отправлено письмо, в котором говорилось, что ей была выбрана среди девушек[уточнить], чтобы стать супругой чосонского вана.
19 февраля 1454 года (22 января по лунному календарю) она в возрасте 15 лет вышла замуж за Ли Хонхви, который был на год моложе. Как главная супруга короля, она была назначена королевой-консортом. Ван был слишком молод, чтобы самостоятельно управлять королевством, и все политические процессы контролировались главным государственным советником Хванбо Ин и генералом Ким Ченчо, который был левым государственным советником.
Поскольку Ким Ченсо и его фракция использовали шанс расширить власть судебных чиновников против многих членов королевской семьи, напряженность между Кимом и великим принцем Суяном (сыном Седжона и дядей Танджона) значительно возросла; не только сам Суян, но и его младший брат, великий принц Анпхён, также искал возможность взять под свой контроль королевство.

### Отречение
В 1455 году Суян заставил Танджона отречься от престола, объявив себя седьмым ваном Чосона. Как жена бывшего вана, госпожа Сон получила титул вандэби (왕대비), обычно переводимый на русский как «вдовствующая королева-консорт», с почётным именем Уидок.
В следующем году шесть придворных чиновников или сайуксин[уточнить] попытались восстановить власть Ли Хонхви, но их заговор был раскрыт, и они были немедленно казнены. Сам бывший ван Ли Хонхви был понижен в ранге до принца Носана (노산군, 魯山君) и сослан в уезд Йонволь. Его жена также потеряла статус вдовствующей королевы-консорта, была понижена в должности до ранга принцессы-консорта Носан (노산군부인) и выгнана из дворца. С тех пор у неё была трудная жизнь. Когда она вернулась домой обратно, дом её родителей был уже разрушен, поэтому она помогала дворцовым горничным в красильном деле, чтобы выжить.
В то время госпожа Сон не имела права получать продовольствие от королевской семьи. Говорили, что женщины в её районе[уточнить] пожалели её и, не получив разрешения от правительства, договорились, чтобы госпожа Сон всё равно использовала пайки и припасы.
Поняв, что принц Носан будет представлять постоянную угрозу его правлению, ван Седжо по совету придворных приказал избавиться от принца Носана. В 1457 г. бывший ван был казнён в уезде Йонволь. Говорят, что Ёндо-гё (영도교, 永渡橋) в Чхонгечхоне было последним местом, где принц Носан и его жена, возвращавшиеся домой, встретились и расстались[уточнить].
Узнав о смерти своего мужа, госпожа Сон каждое утро и вечер стеналась[уточнить] по Йонволю, взбиралась на большую скалу, оплакивала и молилась за душу своего мужа. Позже ван Седжо заявил, что госпожа Сон должна была «быть рабыней, но ей не позволено служить рабыней».
Госпожа Сон была сослана в Чонобвон (정업원), чтобы никто не мог помочь ей заработать на жизнь. Чонсобвон был местом, куда наложницы, потерявшие супруга, уходили из дворца и проводили там остаток своей жизни.

### Смерть и посмертное название
Госпожа Сон умерла 7 июля 1521 года в возрасте 80-81 года; пережила своего мужа на 64 года и правление своего зятя короля Седжо до правления своего двоюродного брата, трижды свернутого[уточнить] зятя короля Чунджона.
Она похоронена в Сарёне, где её могила находится в Чинджон-ып, Намъянджу, провинция Кёнгидо.
Была попытка почтить память покойного короля и королевы во время правления Чунджона, но он отклонил это предложение. Только на 24-м году правления короля Сукчона придворные учёные Сон Сиёль и Ким Сухан неоднократно предлагали восстановить титул свергнутого вана и его королевы. В 1698 году разжалованный принц Носан был посмертно восстановлен, получив храмовое имя Танджон, его жена получила посмертное имя Королева Чонсон.

## Семья

### Родители
- Отец — Сон Хёнсу (1417 — 21 октября 1457) (송현수, 宋玹壽)
  - Дедушка − Сон Боквон (1390—1454) (송복원)
    - Прадед − Сон Гесон (송계성, 宋繼性) (1369—1438)
      - Прапрадедушка − Сун Хуэй[уточнить] (송희, 宋禧) (1342—1425)
      - Прапрабабушка — госпожа Ким из клана Уисон[уточнить] Ким (의성 김씨, 義城 金氏)

    - Прабабушка — госпожа из клана Санджу Ким (증 숙부인 상주 김씨, 贈 叔夫人 尙州 金氏)

  - Бабушка — госпожа Ким из клана Сунчхон Ким (증 정부인 순천 김씨, 贈 貞夫人 順天 金氏)
- Дядя — Сон Кансу (송강수, 宋玒壽)
- Дядя — Сон Чонсу (송정수, 宋玎壽)
  - Тетя — госпожа Пак (박씨, 朴氏)
    - Двоюродный брат — Сон Ён (송영, 宋瑛) (? — 1495)
- Тетя − принцесса-консорт Тэбан (대방부부인 송씨, 帶方府夫人 宋氏) (? — 1507); вторая жена принца Ёндына
  - Дядя — Ли Ём, принц Ёнгын (영응대군 이염, 永膺大君 李琰) (23 мая 1434 г. — 2 февраля 1467 г.)[4][5]
    - Двоюродная сестра — Ли Ыкчхон, принцесса Гилан (길안현주 이억천, 吉安縣主 李億千) (1457—1519)
      - Муж двоюродной сестры — Гу Суён (구수영, 具壽永) (1456—1523)[6][7]
        - Сын двоюродной сестры — Гу Сонгён (구숭경, 具崇璟)[8]
        - Сын двоюродной сестры — Гу Хуэйгён (구희경, 具希璟)[9]
        - Сын двоюродной сестры — Гу Сынгён (구승경, 具承璟)
        - Дочь двоюродной сестры — принцесса-консорт Мёнчхон из клана Нынсон Гу (면천군부인 구씨, 沔川郡夫人 具氏) (1480—1556)[10]
        - Сын двоюродной сестры — Гу Мунгён (구문경, 具文璟) (1492 — ?)[11]
        - Сын двоюродной сестры — Гу Сингён (구신경, 具信璟)
        - Сын двоюродной сестры — Гу Сунбок (구순복, 具順福), госпожа Гу из клана Нынсон Гу (능성 구씨, 綾城 具氏)[12]
- Мать — внутренняя принцесса-консорт Ёхын из клана Ёхын Мин (1418—1498) (여흥부부인 여흥 민씨, 驪興府大夫人 驪興 閔氏)[13]
  - Дедушка — Мин Сосэн (민소생, 閔紹生)[14]
  - Бабушка — госпожа Гу из клана Нынсон Гу (증 정부인 능성 구씨, 贈 貞夫人 綾城具氏)

Братья и сёстры
- Младший брат — Сон Го (송거, 宋琚) (1449—1541)

Муж
- Король Чосона Танджон (9 августа 1441 — 7 ноября 1457) (조선 단종)
  - Тесть: король Мунджон (문종, 文宗) (1414—1452)
  - Свекровь: королева Хёндок из клана Андон Квон (현덕왕후 권씨, 顯德王后 權氏) (1418—1441)
  - Сестра мужа: принцесса Кёнхе (경혜공주, 敬惠公主) (1437—1473).
    - Её муж: Чон Чжон[уточнить] (정종, 鄭悰) (? — 1461) из клана Хэджу Чжон (해주 정씨, 海州 鄭氏)[15]
      - Племянник: Чон Мису (정미수, 鄭眉壽) (1456—1512)

## В популярной культуре
Образ этой королевы сыграли южнокорейские актрисы:

### Сериалы
- Син Ынгён в сериале KBS 1990 года «Танцуй к разбитым небесам».
- Пак Русиа[уточнить] в сериале KBS 1994 года «Хан Мёнхо».
- Ким Минчжон в сериале KBS 1998—2000 гг. «Король и королева».
- Чо Чжонын в сериале JTBC 2011—2012 гг. «Королева Инсу».

### Фильмы
- Ом Эннан в фильме 1956 года «Трагедия вана Танджона».
- Чон Гехён в фильме 1963 года «Трагедия вана Танджона».